# Oinopid
Oinopid (tudi Oinopides) [oinopíd/oinopídes] (starogrško Οινοπίδης ὁ Χίος: Oinopídes hó Xíos), starogrški matematik, geometer in astronom, * okoli 490 pr. n. št., otok Hios, Grčija, † okoli 420 pr. n. št.

## Življenje in delo
O njegovem življenju je zelo malo znanega. Večino svojega življenja je deloval v Atenah. Morda je bil Anaksagorov učenec.

### Delo v astronomiji
Verjetno je nekaj astronomskega znanja prejel od egipčanskih duhovnikov.
Določil je kot med ravnino nebesnega ekvatorja in živalskim krogom, letno navidezno pot Sonca po nebu. Njegova vrednost je bila 24°. Dejansko je to pomenilo nagib Zemljine vrtilne osi (kot med ravnino nebesnega ekvatorja in ravnino ekliptike). Oinopidov rezultat je bil dve stoletji standardna vrednost, vse dokler je ni Eratosten izmeril z veliko točnostjo.
Oinopid je tudi določil vrednost periode velikega leta, najkrajšega časovnega intervala, ki je enak tako celemu številu let kot celemu številu mesecev. Ker se relativni legi Sonca in Lune po vsakem velikem letu ponovita, se lahko z njim napoveduje Sončeve in Lunine mrke. Dejansko je to le deloma res, ker razmerje med dolžino leta in meseca ni natančno enako kakšnemu preprostemu ulomku, in tudi zato, ker se poleg tega Lunin tir neprestano spreminja.
Oinopid je podal vrednost velikega leta 59 let, kar odgovarja 730 mesecem. To je bil dober približek, ne pa popoln, saj je 59 (siderskih) let enako 21.550,1 dni, 730 (sinodskih) mesecev pa 21.557,3 dni. Razlika je tako sedem dni. Poleg tega so pomembne tudi spremembe Luninega tira. 59-letna perioda pa ima prednost, saj je precej dobro odgovarjala celemu številu obhodnim dobam več planetov pri kroženju okrog Sonca, kar je pomenilo, da so se tudi njihove relativne lege po velikem letu ponovile. Navidezna lega Saturna se na primer ob koncu 59-letnega cikla razlikuje le za 2° od predhodne lege. Pred Oinopidom so rabili za veliko leto osem Sončevih let, kar je enako 99-tim mesecem. Leta 432 pr. n. št. sta Meton in Evktemon odkrila boljšo vrednost 18 let, kar je enako 223 mesecev (saroški cikel).

### Delo v geometriji
Čeprav je bilo Oinopidovo astronomsko delo večinoma praktične narave, je bil kot geometer verjetno bolj teoretik in metodolog, kjer si je zadal nalogo da bi izdelal geometrijo, ki bi se skladala z visokimi standardi teoretične čistosti. Vpeljal je razlikovanje med izreki in problemi. Čeprav so oboji vključeni pri reševanju naloge, so izreki teoretični gradbeni elementi za izdelavo osnove nadaljnje teorije, problemi pa so le osamljene vaje, nepomembne za nadaljnje raziskovanje.
Oinopid je verjetno vpeljal pravilo o geometrijskih konstrukcijah s šestilom in ravnilom. Tu se pojavlja njegovo ime z dvema določenima elementarnima konstrukcijama v ravninski geometriji: 
- iz dane točke zunaj dane premice narisati premico pravokotno na dano premico,
- v dani točki na dani premici skonstruirati premico pod danim kotom na dano premico.

Prokl konstrukciji pripisuje Oinopidu, pojavili pa sta se v Evklidovih Elementih.

### Dosežki na drugih področjih
Verjetno je Oinopid razvil razlago o poplavljanju Nila vsako poletje. Na podlagi opazovanj temperature vode v globokih izvirih je morda napačno sklepal, da je podzemna voda poleti dejansko hladnejša kot pozimi. Pozimi, ko pada dež in voda pronica v tla, bo zaradi toplote v tleh hitro spet izhlapela. Ker pa naj bi bila podzemna voda poleti hladnejša, bi bila stopnja izhlapevanja manjša. Presežek vlage bi drugače moralo odnesti, kar bi povzročalo poplavljanje Nila. Njegova razlaga ni pravilna in se ni obnesla tudi zaradi tega, ker za nekatere druge reke v Libiji veljajo podobni pogoji, vendar te ne poplavljajo.
Pripisali so mu mnenje, da se je Sonce nekoč gibalo vzdolž Rimske ceste. Ko pa je videlo kako je Tjestu, mitološkemu bitju, za večerjo njegov brat Atrej postregel svojega sina, se je tako zgrozilo, da je zapustilo svojo smer in se namesto tega premaknilo na živalski krog. Ta zgodba se zdi malo verjetna.
Oinopid naj bi imel Vesolje za živ organizem, boga ali božansko bitje pa za njegovo dušo.
Zrak in ogenj naj bi bila po njem osnovna elementa in prvi načeli Vesolja.

## Priznanja

### Poimenovanja
Po njem se imenuje udarni krater Oinopid (Oenopides) na Luni.